# DP World Tour 2025
 (mars 2025).
Si vous disposez d'ouvrages ou d'articles de référence ou si vous connaissez des sites web de qualité traitant du thème abordé ici, merci de compléter l'article en donnant les références utiles à sa vérifiabilité et en les liant à la section « Notes et références ».
Navigation
Édition précédente Édition suivante
Le Tour Européen 2025, intitulé le DP World Tour 2025 pour des raisons de parrainage, est la 54e saison du Tour Européen, le principal circuit de golf professionnel en Europe depuis sa saison inaugurale en 1972.
Il s'agit de la quatrième saison du circuit sous un accord de parrainage avec DP World, annoncé en novembre 2021.
La saison s'articule autour des quatre tournois majeurs inscrits également au circuit de la PGA que sont le Masters, l'Open américain, l'Open britannique et le Championnat de la PGA. Enfin, elle également marquée par les Rolex Series, série de tournois intégrés au calendrier, moins prestigieux que les tournois majeurs, à l'issue de laquelle des dotations financières plus importantes sont attribuées.
Ce circuit est considéré comme un tremplin pour accéder au circuit de la PGA.
Pour la saison 2025, l'Open de France ne se déroule pas au Golf national pour raisons de travaux mais au Golf de Saint-Nom-la-Bretèche.

## Tournois de la saison 2025
| Dates      | Tournoi                                  | Catégorie      | Vainqueur                  | Gains totaux   | OWGR points |
| ---------- | ---------------------------------------- | -------------- | -------------------------- | -------------- | ----------- |
| 24/11/2024 | BMW Austalian PGA Championship           |                | Elvis Smylie               | 2 000 000 AUD  | 13,03       |
| 01/12/2024 | ISPS Handa Australian Open               |                | Riggs Johnston             | 1 700 000 AUD  | 13,56       |
| 08/12/2024 | Nedbank Golf Challenge                   |                | Johannes Veerman           | 6 000 000 ZAR  | 20,90       |
| 15/12/2024 | Alfred Dunhill Championship              |                | Shaun Norris               | 1,500,000 €    | 17,78       |
| 22/12/2024 | AfrAsia Bank Mauritius Open              |                | John Parry                 | 1,500,000 €    | 10,95       |
| 19/01/2025 | Hero Dubai Desert Classic                | Rolex Series   | Tyrrell Hatton             | 9,000,000 $    | 34,36       |
| 26/01/2025 | Ras Al Khaimah Championship              |                | Alejandro del Rey          | 2,500,000 $    | 23,20       |
| 02/02/2025 | Bahreïn Championship                     |                | Laurie Canter              | 2,500,000 $    | 21,25       |
| 09/02/2025 | Commercial Bank Qatar Masters            |                | Haotong Li                 | 2,500,000 $    | 19,98       |
| 23/02/2025 | Magical Kenya Open                       |                | Jacques Kruyswijk          | 2,500,000 $    | 14,49       |
| 02/03/2025 | Investec South African Open Championship |                | Dylan Naidoo               | 2,500,000 $    | 15,95       |
| 09/03/2025 | Joburg Open                              |                | Calum Hill                 | 20,500,000 ZAR | 15,05       |
| 23/03/2025 | Singapore Porsche Classic                |                | Richard Mansell            | 2,500,000 $    | 19,79       |
| 30/03/2025 | Hero Indian Open                         |                | Eugenio Chacarra           | 2,500,000 $    | 15,91       |
| 13/04/2025 | The Masters                              | Tournoi majeur | Rory McIlroy               | 21,000,000 $   | 100         |
| 20/04/2025 | Volvo China Open                         |                | Wu Ashun                   | 2,550,000 $    | 16,75       |
| 27/04/2025 | Hainan Classic                           |                | Marco Penge                | 2,550,000 $    | 16,37       |
| 11/05/2025 | Turkish Airlines Open                    |                | Martin Couvra              | 2,750,000 $    | 19,28       |
| 18/05/2025 | Championnat de la PGA, Caroline du Nord  | Tournoi majeur | Scott Scheffler            | 19,000,000 $   | 100         |
| 25/05/2025 | Soudal Open                              |                | Kristoffer Reitan          | 2,750,000 $    | 23,24       |
| 01/06/2025 | Austrian Alpine Open                     |                | Nicolai von Dellingshausen | 2,750,000 $    | 20,78       |
| 08/06/2025 | KLM Open                                 |                | Connor Syme                | 2,750,000 $    | 21,13       |
| 15/06/2025 | Open américain, Pennsylvanie             | Tournoi majeur | J.J. Spaun                 | 21,500,000 $   | 100         |
| 29/06/2025 | Italian Open                             |                | Adrien Saddier             | 3,000,000 $    | 20,82       |
| 06/07/2025 | BMW International Open                   |                | Dan Brown                  | 2,750,000 $    | 26,55       |
| 13/07/2025 | Genesis Scottish Open                    |                | Chris Gotterup             | 9,000,000 $    | 69,65       |
| 13/07/2025 | ISCO Championship, Kentucky              |                | William Mouw               | 4,000,000 $    | 24,28       |
| 20/07/2025 | The Open Championship                    | Tournoi majeur | Scott Scheffler            | 17,000,000 $   | 100         |
| 20/07/2025 | Barracuda Championship                   |                | Ryan Gerard                | 4,000,000 $    | 28,23       |
| 10/08/2025 | D+D Real Czech Masters                   |                |                            | 2,750,000 $    | -           |
| 10/08/2025 | Nexo Championship                        |                | Grant Forrest              | 2,750,000 $    | 18,63       |